# 土生瑞穂
土生 瑞穂（はぶ みづほ、1997年〈平成9年〉7月7日 - ）は、日本のアーティスト・ファッションモデル・タレント、元アイドルであり、女性アイドルグループである欅坂46および櫻坂46の元メンバー、『JJ』（光文社）の専属モデル、『CLASSY.』（光文社）のレギュラーモデルである。東京都出身。身長172 cm 。血液型はA型。2024年1月1日よりエースクルー・エンタテインメントとエージェント契約の上、フリーランスで活動。2025年5月よりモデルエージェンシーのMOMENTともエージェント契約を結んでいる。

## 略歴
1997年7月7日、東京都で生まれる。小学5年生の時、ファッション誌『ニコラ』（新潮社）の影響でモデルに憧れ、芸能人を夢みる。中学1年生の時、原宿でモデルとしてスカウトされたが、親から「勉強しなさい」と叱られ、「塾で勉強してる」と反抗し、家出したことがあった。しかし、公園で1時間ほど過ごすうち、寒くなってすぐに帰宅した。塾ではお菓子を食べていただけで全然勉強していなかったので第一志望校に不合格。ノート作りにこだわり、ノート点と授業態度の点数はよかったが、試験勉強をしなかったため成績は伸びなかった。芸能人は諦め、将来は別の道へ進もうと考え始める。
高校1年生の時、アニメ『けいおん!』中野梓の影響で軽音部に入部。1年間所属し、エレキギターでONE OK ROCKの曲などを弾いた。また、ファッションにも目覚めた土生は、デザイナーやヘアメイクアップアーティストになろうと考え、美容専門学校を受験し合格する。高校生時代最後の思い出として、サークル仲間の勧めで欅坂46のオーディションへ応募した。
2015年8月21日、欅坂46の1期生オーディションに合格。美容専門学校へ進学する予定だったが、オーディションの挑戦者のことを考えると諦めてはいけないと思い、断念。欅坂46についてはオーディション合格後、勉強し始めた。
2016年4月9日、ファッション&音楽イベント『GirlsAward 2016 SPRING/SUMMER』に欅坂46で唯一のモデル出演を果たす。
2017年4月9日、ラジオ『ちょこっとやってまーす!』（MBSラジオ）にレギュラーパーソナリティとして出演開始。同年10月25日、欅坂46の5thシングル「風に吹かれても」で初のフロントを務める。
2018年5月23日、女性ファッション誌『JJ』（光文社）2018年7月号から専属モデルを務める。同年11月16日から25日、『ザンビ』で舞台初経験。
2021年8月28日発売の女性ファッション誌『CLASSY.』（光文社）2021年10月号よりレギュラーモデルとなるとともに、同年8月19日にグループ初のInstagram個人アカウントを開設した。
2023年8月22日、自身の公式ブログにて、同年11月25日にZOZOマリンスタジアムで行われる『3rd YEAR ANNIVERSARY LIVE』をもって櫻坂46を卒業することを発表した。同ライブにて卒業セレモニーを開催しグループを卒業。
2024年1月1日に公式ウェブサイト・公式X開設およびスタッフInstagram・Xの開設、エースクルー・エンタテインメントとのエージェント契約によりフリーランスで活動していくことを発表、今後はソロアーティストとして活動することを明らかにした。2024年3月に配信シングルでソロデビュー、同年6月にミニアルバムを発売し、同7月に東京と大阪でライブを行う。

## 人物
愛称は、はぶちゃん、みづちゃん、みづ、みづぅ、みづほ、進撃の土生、土生先生。高校生時代は、「ちゃんみづ」と呼ばれていた。また、ハライチの岩井勇気からは「ハブミ」と呼ばれている。
家族構成は父、母、土生の3人。一人っ子。プロレスラーの井上貴子は親戚（井上のいとこの娘にあたる）。
トイ・プードルを飼っており、色が黒いことから黒を逆から読み「ロク」と呼んでいる。冬は寒さから布団の中に入ってきたトイプードルに蹴られて朝起きる。
『non-no』（集英社）モデルの鈴木ゆうかは同じ中学校の先輩に当たる。土生が鈴木を「優（ゆう）先輩」と呼び、自身のブログに鈴木が登場したり、鈴木のInstagramに土生が登場したりしており、プライベートでも交流を持っている。

### 嗜好
好きな食べ物はチョコレート、辛い味の鍋料理。好きな色はピンク。好きなVOCALOID楽曲の「千本桜」、「いーあるふぁんくらぶ」。乃木坂46で好きな楽曲には「ロマンティックいか焼き」や「せっかちなかたつむり」を挙げている。
将来の夢は白石麻衣のようなアイドルになること。

### 趣味
趣味はアニメ、ゲーム。
アニメは、『ラブライブ!』がきっかけで好きになった。アニメソングも好き。子供の頃は、少女漫画『きらりん☆レボリューション』を読んだり、アニメ『おじゃ魔女どれみ』を観たほか、『カードキャプターさくら』や『セーラームーン』などのグッズを集めたりしていたが、アニメ好きではなかった。好きなアニメは『進撃の巨人』、『ラブライブ!』、『僕だけがいない街』、『ソードアート・オンライン』。好きなアニメキャラクターは『進撃の巨人』のアルミン・アルレルト、『ラブライブ!』の南ことり、矢澤にこ、西木野真姫。『ラブライブ!サンシャイン!!』では黒澤ルビィを推している。
ゲームは、しっかり休憩を挟む派。家庭用ゲームをよくプレイする。好きなゲームは『バイオハザード』、『マリオシリーズ』。その他、『ドラゴンクエスト』などもプレイする。ゲームセンターでは音楽ゲームを好む。

### 特技
特技はイメージチェンジ、コスプレ、バレエ。
コスプレは、ゲーム世界のキャラクターになることが昔からの夢で、『バイオハザードIII』のアリスのコスプレを披露したことがある。男性ファッションにも憧れる。
バレエは、3歳の時、近所にバレエ教室があったことから母親が習わせた。小学生時代はモダンバレエ、中学生時代はクラシックバレエを習った。中学生時代は部活動をせず、バレエを習い続けた。
日本漢字能力検定5級を保有。

### 櫻坂46（欅坂46）
櫻坂46はもとより乃木坂46・日向坂46を含めた坂道3グループを通して最も背が高いメンバー（2022年8月当時）。また、イケメンキャラでもある。
欅坂46のファッションリーダー。スカート派。20歳を機に、胸の下まであったロングヘアを肩のあたりまでカットし、色も暗くした。20歳になれば、自然と大人っぽくなると思っていたが、ならなかったので意識的に変えた。今後挑戦したいことは料理。
欅坂46で推したいメンバーは菅井友香。小林由依とは「線香姉妹」のユニットを組んでいる。
『欅って、書けない?』（テレビ東京）で稀に「ハーブさん」というキャラに扮する。
グループの中でもかなり天然であり、『NHK紅白歌合戦』（NHK）や『輝く！日本レコード大賞』（TBS）のオープニングに使われる昔の白黒映像を見た際に、映像が白黒ではなく、街自体が白黒であり、昔は色のない世界で生活していたと勘違いしていた。また、「架空の自叙伝にタイトルをつけて下さい」というアンケートには、自叙伝の意味を焼肉屋・叙々苑の姉妹店のようなものだと思ったことから、好きなメニューを答えればいいと勘違いし、アンケートには"牛タン（梅ダレ）"と書かれていた。
勉強は苦手であり、『そこ曲がったら、櫻坂?』（テレビ東京）の第1回学力テストでは、太陽の動きを「西から昇って東に沈む」と誤回答するなど5教科で（各教科20点の合計100点満点）22点しか取れず、参加24人の中で最下位になってしまった（その後のペーパーテスト下位5名で競われた早押しクイズでは最下位を免れている）。ちなみに過去4度の成績は全てワースト5に入っている。
隊長の増本綺良が率いる「キラキッズ」のメンバーでもあり、1期生では唯一である（他2名は新加入した3期生の小田倉麗奈と村山美羽）。

## 作品

### シングル
欅坂46
- サイレントマジョリティー（2016年4月6日、SRCL-9035/41） - EAN 4988009125916。
- 手を繋いで帰ろうか（2016年4月6日、SRCL-9035/41） - EAN 4988009125930。
- キミガイナイ（2016年4月6日、SRCL-9041） - EAN 4988009125954。
- 世界には愛しかない（2016年8月10日、SRCL-9147/53） - EAN 4988009130804。
- 語るなら未来を…（2016年8月10日、SRCL-9147/52） - EAN 4988009130804。
- 二人セゾン（2016年11月30日、SRCL-9267/73） - EAN 4547366279382。
- 大人は信じてくれない（2016年11月30日、SRCL-9267/73） - EAN 4547366279382。
- 制服と太陽（2016年11月30日、SRCL-9267/73） - EAN 4547366279375。
- 僕たちの戦争（2016年11月30日、SRCL-9271/2） - EAN 4547366279399。
- 不協和音（2017年4月5日、SRCL-9394/402） - EAN 4547366301250。
- W-KEYAKIZAKAの詩（2017年4月5日、SRCL-9394/402） - EAN 4547366301250。
- エキセントリック（2017年4月5日、SRCL-9402） - EAN 4547366301298。
- 風に吹かれても（2017年10月25日、SRCL-9581/9） - EAN 4547366331660。
- 結局、じゃあねしか言えない（2017年10月25日、SRCL-9581/2） - EAN 4547366331639。
- 避雷針（2017年10月25日、SRCL-9585/6） - EAN 4547366331653。
- ガラスを割れ!（2018年3月7日、SRCL-9736/44） - EAN 4547366350265。
- もう森へ帰ろうか?（2018年3月7日、SRCL-9736/44） - EAN 4547366350265。
- アンビバレント（2018年8月15日、SRCL-9922/30） - EAN 4547366371079。
- Student Dance（2018年8月15日、SRCL-9922/30） - EAN 4547366371079。
- I'm out（2018年8月15日、SRCL-9922/3） - EAN 4547366371079。
- 302号室（2018年8月15日、SRCL-9926/7） - EAN 4547366371093。
- 黒い羊（2019年2月27日、SRCL-9983/91） - EAN 4547366383331。
- Nobody（2019年2月27日、SRCL-9983/4） - EAN 4547366383317。
- 誰がその鐘を鳴らすのか?（2020年8月21日）

櫻坂46
- Nobody's fault（2020年12月9日、SRCL-11620/8） - EAN 4547366481594。
- 最終の地下鉄に乗って（2020年12月9日、SRCL-11624/5） - EAN 4547366481617。
- ブルームーンキス（2020年12月9日、SRCL-11628） - EAN 4547366481631。
- BAN（2021年4月14日、SRCL-11748/56） - EAN 4547366498608。
- 君と僕と洗濯物（2021年4月14日、SRCL-11750/1） - EAN 4547366498615。
- 櫻坂の詩（2021年4月14日、SRCL-11756） - EAN 4547366498646。
- 流れ弾（2021年10月13日、SRCL-11920/8） - EAN 4547366524567。
- Dead end（2021年10月13日、SRCL-11920/8） - EAN 4547366524567。
- 無言の宇宙（2021年10月13日、SRCL-11926/7） - EAN 4547366524598。
- 美しきNervous（2021年10月13日、SRCL-11928） - EAN 4547366524604。
- 五月雨よ（2022年4月6日、SRCL-12130/8） - EAN 4547366549829。
- 僕のジレンマ（2022年4月6日、SRCL-12130/8） - EAN 4547366549829。
- I'm in（2022年4月6日、SRCL-12130/1） - EAN 4547366549829。
- 恋が絶滅する日（2022年4月6日、SRCL-12138） - EAN 4547366549867。
- 桜月（2023年2月15日、SRCL-12428） - EAN 4547366599763。
- 無念（2023年2月15日、SRCL-12428） - EAN 4547366599763。
- もしかしたら真実（2023年2月15日、SRCL-12428） - EAN 4547366599763。
- 魂のLiar（2023年2月15日、SRCL-12428） - EAN 4547366599763。
- その日まで（2023年2月15日、SRCL-12428） - EAN 4547366599763。
- Start over!（2023年7月10日、SRCL-12598） - EAN 4547366621723。
- 風の音（2023年7月10日、SRCL-12598） - EAN 4547366621723。
- 一瞬の馬（2023年7月10日、SRCL-12598） - EAN 4547366621723。
- ドローン旋回中（2023年7月10日、SRCL-12598） - EAN 4547366621723。
- 承認欲求（2023年10月18日、SRCL-12678） - EAN 4547366621723。
- 僕たちの La vie en rose（2023年10月18日、SRCL-12678） - EAN 4547366621723。
- マンホールの蓋の上（2023年10月18日、SRCL-12678） - EAN 4547366621723。
- 隙間風よ（2023年10月18日、SRCL-12678） - EAN 4547366621723。

坂道AKB
- 初恋ドア（2019年3月13日、KIZM-90615/6） - EAN 4988003543921。

IZ4648
- 必然性（2019年3月13日、KIZM-90617/8） - EAN 4988003543938。

土生瑞穂（ソロ）
- Reboot（2024年3月19日、配信限定）[28]。

### アルバム
欅坂46
- 真っ白なものは汚したくなる（2017年7月19日、SRCL-9482/8） - EAN 4547366318463。
  - 月曜日の朝、スカートを切られた
  - 少女には戻れない
  - 東京タワーはどこから見える?
  - 太陽は見上げる人を選ばない
  - 危なっかしい計画
  - 君をもう探さない
- 永遠より長い一瞬 〜あの頃、確かに存在した私たち〜（2020年10月7日、SRCL-11510/6） - EAN 4547366450224。
  - 10月のプールに飛び込んだ
  - 砂塵

櫻坂46
- As you know?（2022年8月3日、SRCL-12174/9） - EAN 4547366567960。
  - 摩擦係数
  - タイムマシーンでYeah!

土生瑞穂（ソロ）
- 1stミニアルバム Reboot（2024年6月26日、エースクルーレーベル HABU-0002、M-CARD封入）[29][71]
- 2ndミニアルバム CHOU（2025年6月25日、エースクルーレーベル HABU-0003）[72]

### 映像作品
- 土生瑞穂（2016年4月6日） - EAN 4988009125930。
- 土生瑞穂（2016年8月10日） - EAN 4988009130835。
- 土生瑞穂（2016年11月30日） - EAN 4547366279375。
- KEYABINGO!（2017年1月27日） - EAN 4988021715010。
- 土生瑞穂（2017年4月5日） - EAN 4547366301274。
- 徳山大五郎を誰が殺したか?（2017年6月7日） - EAN 4517331036388。
- グループ発展祈願の旅 〜群馬編〜（2017年10月25日） - EAN 4547366331646。
- 残酷な観客達（2017年11月29日） - EAN 4988021715553。
- KEYABINGO!2（2017年12月22日） - EAN 4988021715522。
- 土生瑞穂 自撮りTV（2018年3月7日） - EAN 4547366350265。
- KEYABINGO!3（2018年6月29日） - EAN 4988021715874。
- 土生瑞穂×加藤史帆 自撮りTV（2018年8月15日） - EAN 4547366371109。
- 欅共和国2017（2018年9月26日） - EAN 4547366376791。
- 欅坂46 特典映像「KEYAKI HOUSE」（2019年2月27日） - EAN 4547366383317。
- 舞台「ザンビ」（2019年5月31日） - EAN 4988021158602。
- 欅共和国2018（2019年8月14日） - EAN 4547366417258。
- 欅坂46 LIVE at 東京ドーム 〜ARENA TOUR 2019 FINAL〜（2020年1月29日） - EAN 4547366438758。
- 欅共和国2019（2020年8月12日） - EAN 4547366462937。
- 欅坂46 ANNIVERSARY LIVE Director's Cut Collection（2020年10月7日） - EAN 4547366450224。
- 欅坂46 ARENA TOUR Director's Cut Collection（2020年10月7日） - EAN 4547366450231。
- KEYAKIZAKA46 Live Online, but with YOU!（2020年12月9日） - EAN 4547366481594, EAN 4547366481600。
- 僕たちの嘘と真実 Documentary of 欅坂46（2021年2月3日） - EAN 4988104127983。
- 欅坂46 THE LAST LIVE（2021年3月24日） - EAN 4547366496833。
- 櫻坂46 デビューカウントダウンライブ!!（2021年4月14日） - EAN 4547366498608。
- Making of デビューカウントダウンライブ!!（2021年4月14日） - EAN 4547366498615。
- 土生瑞穂×遠藤光莉×関有美子 SAKURA BANASHI 〜いま、話したいこと〜（2021年4月14日） - EAN 4547366498622。
- Sakurazaka46 BACKS LIVE!! 〜Center Performance Collections〜（2021年10月13日） - EAN 4547366524567, EAN 4547366524574, EAN 4547366524581, EAN 4547366524598。
- 土生瑞穂×松田里奈×森田ひかる SAKURA MEGURI（2021年10月13日） - EAN 4547366524598。
- Sakurazaka46 1st TOUR 2021 FINAL at さいたまスーパーアリーナ（2022年8月3日） - EAN 4547366567960。
- W-KEYAKI FES. 2021 -DAY1- at 富士急ハイランド コニファーフォレスト（2022年8月3日） - EAN 4547366567977。

## 出演

### テレビドラマ
- 徳山大五郎を誰が殺したか?（2016年7月17日 - 10月2日、テレビ東京） - 土生瑞穂 役[73]。
- 残酷な観客達（2017年5月18日 - 7月20日、日本テレビ） - 橋本るな 役[74]。
- あざとくて何が悪いの? 内連続ドラマ『君があざとくて何が悪いの？ 〜僕らの恋日記〜』（2022年4月3日、5月8日 、テレビ朝日） - 南セイラ 役[75]。
- Love Sea 〜愛の居場所～（2025年8月12日 - 、フジテレビ） - 宇井姫花 役[76]。

### バラエティ
- 即席カルテット（2019年12月2日 - 19日、テレビ朝日）[注 6]
- e-elements GAMING HOUSE SQUAD（2020年11月7日〈第1回〉 - 2022年9月12日〈第39回〉 ※初回放送日基準、アニマックス、BSスカパー!、TOKYO MX） - MC[78][79]。

### ラジオ
- ちょこっとやってまーす![注 7]（2017年4月9日[18] - 2020年4月19日[80]、MBSラジオ） - レギュラーパーソナリティー[18]。
- ゴチャ・まぜっ天国!（2020年4月30日 - 2023年11月24日、MBSラジオ） - レギュラーパーソナリティー[81]。

### 舞台
- ザンビ（2018年11月16日 - 25日、TOKYO DOME CITY HALL） - TEAM“RED"学級委員長・桂雪穂 役[82]。
- 中村雅俊芸能生活50周年記念公演『どこへ時が流れても～俺たちのジュークボックス～』（2024年6月2日 - 18日、明治座） - 三崎麻衣 役[83][84]。
- 朗読劇 細雪（2024年6月22日・23日、明治座） - 三女・雪子 役[85]。
- 鴨乃橋ロンの禁断推理（2024年11月1日 - 4日、日本青年館ホール / 11月9日・10日、サンケイホールブリーゼ） - ウインター・モリアーティ 役[86]

### ゲーム
- ザンビ THE GAME（2019年5月15日 - 、gumi） - 桂雪穂 役[87]。

### ランウェイ
- GirlsAward
  - GirlsAward 2016 SPRING/SUMMER（2016年4月9日、国立代々木競技場第一体育館） - dazzlin[17]。
  - GirlsAward 2016 AUTUMN/WINTER（2016年10月8日、国立代々木競技場第一体育館） - one way[88]。
  - GirlsAward 2017 SPRING/SUMMER（2017年5月3日、国立代々木競技場第一体育館） - evelyn[89]。
  - GirlsAward 2017 AUTUMN/WINTER（2017年9月16日、幕張メッセ） - Bershka[90]。
  - GirlsAward 2018 SPRING/SUMMER（2018年5月19日、幕張メッセ） - R4G[91]。
  - GirlsAward 2018 AUTUMN/WINTER（2018年9月16日、幕張メッセ） - R4G[92]。
  - Rakuten GirlsAward 2019 SPRING/SUMMER（2019年5月18日、幕張メッセ） - GUESS[93]。
  - Rakuten GirlsAward 2019 AUTUMN/WINTER（2019年9月28日、幕張メッセ） - AG by aquagirl[94]。
  - Tokyo Virtual Runway Live by GirlsAward vol.1（2020年6月27日、ABEMA独占生配信）[95]。
  - Rakuten GirlsAward 2022 SPRING/SUMMER（2022年5月14日、幕張メッセ）[96]
  - Rakuten GirlsAward 2022 AUTUMN/WINTER（2022年10月8日、幕張メッセ）[97]
  - Rakuten GirlsAward 2023 SPRING/SUMMER（2023年5月4日、国立代々木競技場第一体育館）[98]
  - Rakuten GirlsAward 2023 AUTUMN/WINTER（2023年9月30日、幕張メッセ）[99]
- 東京ガールズコレクション
  - TGC KITAKYUSHU 2018 by TOKYO GIRLS COLLECTION（2018年10月6日、西日本総合展示場新館）[100]
  - SDGs推進 TGC しずおか 2019 by TOKYO GIRLS COLLECTION（2019年1月12日、ツインメッセ静岡） - jakke[101]。
  - マイナビ presents 第28回 東京ガールズコレクション 2019 SPRING/SUMMER（2019年3月30日、横浜アリーナ） - TGC SPECIAL COLLECTION[102]。
  - TGC KUMAMOTO 2019 by TOKYO GIRLS COLLECTION（2019年4月20日、グランメッセ熊本）[103]
  - TGC TOYAMA 2019 by TOKYO GIRLS COLLECTION（2019年7月27日、富山市総合体育館） - REDYAZEL[104]。
  - マイナビ presents 第29回 東京ガールズコレクション2019 AUTUMN/WINTER（2019年9月7日、さいたまスーパーアリーナ） - REDYAZEL[105]。
  - SDGs推進 TGC しずおか 2020 by TOKYO GIRLS COLLECTION（2020年1月11日、ツインメッセ静岡） - R4G[106]。
  - 第30回 マイナビ 東京ガールズコレクション 2020 SPRING/SUMMER（2020年2月29日、国立代々木競技場第一体育館）[107]
  - 第31回 マイナビ presents 東京ガールズコレクション 2020 AUTUMN/WINTER ONLINE（2020年9月5日、さいたまスーパーアリーナ）[108]
  - 第32回 マイナビ 東京ガールズコレクション 2021 SPRING/SUMMER（2021年2月28日、国立代々木競技場第一体育館）[109]
  - 第33回 マイナビ 東京ガールズコレクション 2021 AUTUMN/WINTER（2021年9月4日、さいたまスーパーアリーナ） - rienda[110]、AEON CARDステージ[111]。
  - 第34回 マイナビ 東京ガールズコレクション 2022 SPRING/SUMMER（2022年3月21日、国立代々木競技場第一体育館）[112]
  - 第35回 マイナビ 東京ガールズコレクション 2022 AUTUMN/WINTER（2022年9月3日、さいたまスーパーアリーナ）[113]
  - TGC KITAKYUSHU 2022 by TOKYO GIRLS COLLECTION（2022年11月19日、西日本総合展示場新館）[114]
  - SDGs推進 TGC しずおか 2023 by TOKYO GIRLS COLLECTION（2023年1月14日、ツインメッセ静岡北館）[115]
  - 第37回 マイナビ 東京ガールズコレクション 2023 AUTUMN／WINTER（2023年9月2日、さいたまスーパーアリーナ）[116]
  - TGC MATSUYAMA 2024 by TOKYO GIRLS COLLECTION（2024年7月13日、愛媛県武道館）[117]

### PV・CM
- Eve「虎狼来」× マンダム「GATSBY META RUBBER」（PV 2023年4月17日 - 、CM 2023年5月22日 - ）[118][119][120][121]
- UHA味覚糖「もち麦満腹バー」（2024年6月8日 - 、東海地区）[122]

### イベント
- サイバー攻撃を目撃せよ! 2017（2017年3月5日、ベルサール秋葉原） - トークイベント[123]。

## 書籍

### 雑誌連載
- JJ（2018年5月23日 - 、光文社） - 専属モデル[5]。
- CLASSY.（2021年3月27日[124] - 、光文社） - モデル[6][7]。2021年8月28日発売の同年10月号よりレギュラーモデル[8]

### フォトブック・写真集
- 1st PHOTO BOOK『Destination』（2023年11月7日、光文社、撮影・三瓶康友）[125][126]
- フォトエッセイ＋DVD『旅心地』（2024年5月12日、エースクルー・エンタテインメント HABU-0001、撮影・都田和志）[127]
- デジタル写真集『New World』（2024年10月7日、集英社、撮影・中村和孝）[128][注 8]